# Paul Beck Goddard
Pour les articles homonymes, voir Goddard.
Paul Beck Goddard (né le 26 janvier 1811 à Philadelphie, Pennsylvanie ; mort le 3 juillet 1866) est un professeur de médecine américain.

## Biographie
Professeur d'anatomie à l'université de Pennsylvanie, membre de l'Académie des sciences naturelles et de la Société médicale de Pennsylvanie. Auteur de manuels de médecine sur le système nerveux (Plates of the cerebro-spinal nerves, with references; for the use of medical students, 1937) et la dentition (The anatomy, physiology and pathology of the human teeth: with the most approved methods of treatment including operations, and the method of making and setting artificial teeth).
Paul Beck Goddard a achevé ses études à l'université de Pennsylvanie en 1832 avec un diplôme de médecine. D'abord assistant du Dr Robert Hare, un professeur de chimie à l'université, il s'est intéressé dès 1839 au daguerréotype, inventé en France. Il a mené des expériences avec Robert Cornelius, un photographe, pour améliorer l'invention de Daguerre et réduire le temps de prise de vue. 
Après quelques années de collaboration, Paul Beck Goddard est revenu à la médecine et la recherche scientifique. Il a obtenu une chaire d'anatomie au Franklin Medical College et a officié comme chirurgien des armées. Il est mort le 3 juillet 1866.

## Publications
- 1892 : American Journal of Photography, Vol. XIII (Philadelphia: Thomas H. McCollin & Company), pp. 356, 358.
- 1864 : The Camera and the Pencil (Philadelphia: M. A. Root), p. 352.
- 1991 : The Daguerreotype: Nineteenth-Century Technology and Modern Science (Washington, DC: Smithsonian Institution Press), pp. 33-34, 37.
- 1913 : Wilson's Photographic Magazine, vol. L (New York: Edward L. Wilson Company, Inc.), pp. 539-540.